# 凃用賓
涂用賓（1543年—？），字晉卿，號觀所，湖廣長沙府湘陰縣人，民籍，明朝政治人物。

## 生平
嘉靖三十七年（1558年）戊午科湖廣鄉試第四十四名舉人，萬曆八年（1580年）中式庚辰科會試第七十六名，三甲第一百八十九名進士。戶部觀政，授尉氏縣知縣，十四年（1586年）調新河縣知縣，十五年（1587年）致仕歸里。

## 家族
曾祖涂源江；祖父涂忠國；父涂柏。母羅氏；繼母韓氏。弟涂用賢、涂用中、涂用光、涂用敬。